# Allarmont
Allarmont là một xã, nằm ở tỉnh Vosges trong vùng Grand Est của Pháp. Xã này có diện tích 13,21 km², dân số năm 1999 là 271 người. Xã này nằm ở khu vực có độ cao trung bình 350 m trên mực nước biển.
Dân địa phương tiếng Pháp gọi là Hilarismontais.

## Biến động dân số
| 1962                                         | 1968 | 1975 | 1982 | 1990 | 1999 |
| -------------------------------------------- | ---- | ---- | ---- | ---- | ---- |
| 296                                          | 317  | 265  | 206  | 246  | 271  |
| Số liệu từ năm 1962: Dân số không tính trùng |      |      |      |      |      |